# Joe Kelly (baseball, 1988)
Pour les articles homonymes, voir Kelly et Joe Kelly.
Joseph William Kelly (né le 9 juin 1988 à Anaheim, Californie, États-Unis) est un lanceur droitier des Ligues majeures de baseball jouant avec les White Sox de Chicago.

## Carrière

### Cardinals de Saint-Louis

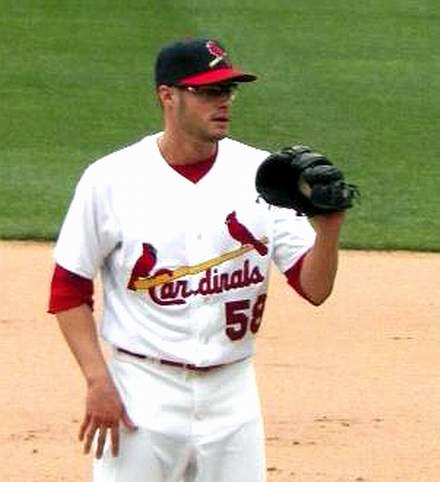
Joe Kelly en 2012 avec les Cardinals de Saint-Louis.

Joueur à l'Université de Californie à Riverside, Joe Kelly est un choix de troisième ronde des Cardinals de Saint-Louis en 2009. Il fait ses débuts dans le baseball majeur le 7 juin 2012 avec les Cardinals comme lanceur partant.
En un peu plus de deux ans avec les Cardinals, Kelly est utilisé tantôt comme partant (38 départs), tantôt comme lanceur de relève (30 parties jouées). Sa fiche est de 17 victoires et 14 défaites avec 179 retraits sur des prises et une moyenne de points mérités de 3,25 en 266 manches lancées au total. Il participe aux séries éliminatoires avec Saint-Louis à ses deux premières saisons dans les majeures : comme releveur en 2012 et comme partant l'année suivante. Il amorce le 3e match de la Série mondiale 2013 face aux Red Sox de Boston. Il n'est pas impliqué dans la décision lors de cette victoire des Cardinals qui, finalement, perdent la série finale en 6 rencontres.
En 2014, Kelly compte deux victoires, deux défaites et affiche une moyenne de points mérités de 4,37 en 7 matchs, tous comme partant, lorsqu'il est échangé à ses adversaires des éliminatoires de l'automne précédent.

### Red Sox de Boston
Le 31 juillet 2014, les Cardinals transfèrent Kelly et le voltigeur Allen Craig aux Red Sox de Boston en échange du lanceur droitier John Lackey.